# Eleccions al Parlament Europeu de 2024 (Lituània)
Les Eleccions al Parlament Europeu de 2024 es van celebrar el 9 de juny de 2024 per escollir els 11 membres de la delegació de Lituània al Parlament Europeu.
Els resultats van confirmar l'hegemonia de la Unió Patriòtica, les quartes eleccions europees en que obtenia la victòria. Per darrera quedaven els Socialdemòcrates, que igualaven els resultats obtinguts al 2019, la Unió Lituana d'Agricultors i Verds, que reduien un escó, i l'entrada del Partit de la Llibertat, la Unió de Demòcrates i la Unió del Poble i la Justícia.

## Resultats
| Llista | Llista                                    | Grup      | Vots    | %     | Escons | +/- |
| ------ | ----------------------------------------- | --------- | ------- | ----- | ------ | --- |
|        | Unió Patriòtica (TS-LKD)                  | PPE       | 144,689 | 21.33 | 3 / 11 | =   |
|        | Partit Socialdemòcrata de Lituània (LSDP) | S&D       | 121,929 | 17.98 | 2 / 11 | =   |
|        | Unió Lituana d'Agricultors i Verds (LVŽS) | ECR       | 61,907  | 9.13  | 1 / 11 | 1   |
|        | Partit de la Llibertat (LP)               | RE        | 54,916  | 8.10  | 1 / 11 | Nou |
|        | Unió de Demòcrates "Per Lituània" (DSVL)  | Verds/ALE | 40,365  | 5.95  | 1 / 11 | Nou |
|        | Acció Electoral dels Polonesos (LLRA-KŠS) | ECR       | 39,202  | 5.78  | 1 / 11 | =   |
|        | Unió del Poble i la Justícia              | ESN       | 36,958  | 5.45  | 1 / 11 | Nou |
|        | Moviment Liberal (LRLS)                   | RE        | 36,739  | 5.42  | 1 / 11 | =   |
|        | Partit de les Regions de Lituània         | -         | 35,614  | 5.25  | 0 / 11 | =   |
|        | Partit Verd Lituà                         | -         | 27,491  | 4.05  | 0 / 11 | =   |
|        | Aliança Nacional                          | -         | 25,726  | 3.79  | 0 / 11 | =   |
|        | Coalició per la Pau (LKDP-ŽP)             | -         | 23,777  | 3.51  | 0 / 11 | Nou |
|        | Partit del Treball (DP)                   | -         | 11,238  | 1.66  | 0 / 11 | 1   |
|        | Unió Cristiana                            | -         | 9,310   | 1.37  | 0 / 11 | Nou |
|        | Llibertat i Justícia (LT)                 | -         | 8,458   | 1.25  | 0 / 11 | Nou |
| Total  | Total                                     | Total     | 691,572 | 100   | 11     |     |

## Eurodiputats electes
- Vytenis Povilas Andriukaitis (LSDP)
- Petras Auštrevičius (LS)
- Vilija Blinkevičiūtė (LSDP)
- Petras Gražulis (TTS)
- Rasa Juknevičienė (TS-LKD)
- Andrius Kubilius (TS-LKD)
- Paulius Saudargas (TS-LKD)
- Virginijus Sinkevičius (DSVL)
- Waldemar Tomaszewski (LLRA-KŠS)
- Aurelijus Veryga (LVŽS)
- Dainius Žalimas (LP)